# Camajuaní
Camajuaní är ett samhälle i Kuba.   Det ligger i provinsen Provincia de Villa Clara, i den centrala delen av landet, 280 km öster om huvudstaden Havanna. Camajuaní ligger 81 meter över havet och antalet invånare är 35 515.
Terrängen runt Camajuaní är platt. Runt Camajuaní är det ganska tätbefolkat, med 104 invånare per kvadratkilometer. Camajuaní är det största samhället i trakten. Trakten runt Camajuaní består till största delen av jordbruksmark.